# 和安樂人物列表
本條目列出香港三合會組織和安樂（俗稱「水房」）的已知成員。自2012年起，和安樂出現被傳媒稱為「元老派」（或稱「保守派」、「傳統派」）及「少壯派」之間的派系鬥爭。

## 1980年代前活躍人物
- 「肥仔坤」：本名吳振坤，「跛豪」吳錫豪的叔父輩，潮汕人，曾經營「粉檔」、夜總會、餐廳等。[4]
- 孫官清：前坐館，「神仙錦」的老大。[5]

## 1980年代後活躍人物
- 「神仙錦」：本名童雅民，生於1942年，社團龍頭之一，前坐館[6]，16歲時拜入孫官清門下。早年管理灣仔一帶夜總會、小巴線、多家「瑞」字頭之麻雀館及長沙灣家禽批發市場，收入頗豐厚。2009年，被指涉嫌與意圖暗殺香港泛民主派人士李柱銘和香港傳媒大亨黎智英有關。與「新馬師曾」鄧永祥一家關係密切。現已退隱江湖，並持有「大城投資有限公司」，亦在中國深圳向西村經營茶餐廳生意，專門售賣雞煲。[5]
- 「高佬發」：本名趙毓發，「神仙錦」之門生[5]，前坐館，元老派核心人物[2][3]。曾兩度遭暗殺。1994年時，於尖沙咀一家卡拉OK遭槍擊，左腿被傷。及後截肢保命，需以義肢代步。另一次則在2010年險再被槍殺，因其與幫內之少壯派發生衝突而遭人槍擊，然而被香港警察及時制止。現時則需以拐杖撐扶。2012年再於會展參觀一狗展期間遇襲，腦部受創[1]。2025年5月30日下午2時許，在旺角山東街36號1樓一間夜總會房間內消遣，其間高佬發突然暈倒在梳化，夜總會職員隨即通知負責人報警。救護員接報到場，將昏迷的事主送往廣華醫院，惟搶救後證實不治。
- 「七叔」：本名陳少明，曾牽涉李柱銘和黎智英被買兇案件。[5]
- 「烏龍王」：社團龍頭之一，「盲亨」詹昌盛之保家。[5]
- 「百花蛇」：2010年代叔父，社團有名「金主」，傾向少壯派[7]。曾為「盲亨」的老大，後不和[8]。
- 「盲亨」：本名詹昌盛，有「車神」之稱，「神仙錦」之徒孫。曾被推舉為坐館，但最後遭幫中元老反對而沒有成事。[8][9]
- 「清補涼」：曾為「盲亨」門生，後投靠「百花蛇」。[8]
- 「老佘」：2000年代元老，「神仙錦」之門生。[5]
- 「馬交培」：1995年雙坐館之一。[10][5]
- 「蘇全」：本名蘇森泉，1995年雙坐館之一，獲「神仙錦」支持。[10][5]
- 「賢仔」：原為1995年之「揸數」，前和合圖成員。[5]
- 「黑仔強」：1995年因「神仙錦」不服「賢仔」而另立之「揸數」。[5]
- 「三吋」：「高佬發」門生，獲元老派支持，[2]2013年的雙坐館之一[3][7]。
- 「肥威」：「高佬發」門生，獲元老派支持。2013年的雙「揸數」之一[3][7]。
- 「朱古力」：前香港警察，曾駐守西九龍重案組，離開警隊後隨即加入和安樂，屬「高佬發」一系，前坐館。[3]
- 「阿雞」：「肥威」手下。[7]
- 「業仔」：雙花紅棍，及後升任坐館，少壯派核心領導人物。[1][11][3][7]
- 「大孖」：2013年的雙坐館之一[7][3]，屬少壯派，「業仔」門生，2015年兩人一起牽涉洗錢案被控告 [7]。
- 「肥啟」：「業仔」手下[7]，曾牽涉1990年代85億元私煙案污點証人徐道仁被殺案[2]。2010年代中期的坐館之一[3]。
- 「肥華」：本名: 楊博華，少壯派，2010年代中期的「揸數」之一，其間挪用公款遭社團遺棄。[3]
- 「細榮」：2000年代初叔父。[10]
- 「根叔」：2000年代初叔父。[10]
- 「振文」：2000年代初叔父[10]，曾活躍於長沙灣雞鴨欄，曾為「盲亨」的老大[8]。
- 「儍勳」：2000年代初曾為旺角區「揸弗人」。[12]
- 「鬼乸拍」：2000年代元老。[12]
- 「彪頭」：「王門生」活躍於砵蘭街。[2]
- 「黑仔佳」：2001年獲選坐館。[10][12]
- 「子鳳」：屬「黑仔佳」一系[3]，紅棍[13]，一說為前坐館[2]，一說為前「揸數」[3]，獲少壯派支持[3]，後亦與元老派交好[3]。
- 「志偉」：姓黃，活躍於佐敦，「子鳳」門生[13]。
- 「老二」：「王門生」2019年新任坐館熱門人選。[14]
- 「福來朱」：2019年新任「揸數」熱門人選。[14]

## 澳門
- 「水房賴」：本名賴東生，上市公司主席，澳門水房頭目，身家過百億。早年曾與另一黑幫14K頭目「崩牙駒」尹國駒發生衝突[15]。據香港蘋果日報指，賴於2020年因涉及中國命案而在柬埔寨落網，及後被送中到珠海受審。[16]

## 中國廣東省
- 梁建光：活躍於廣東省深圳市，1990年代，梁利用其在香港的黑幫背景，糾集社會閒散人士，在深圳市原寶安區觀瀾一帶逞強鬥狠，為非作惡，逐漸建立起以其本人為組織者及領導者以參加黑社會性質組織。

## 已知已故人物

### 元老
- 「老鬼權」[12][7]：少壯派「業仔」之靠山[3]。已於2020年逝世[17]。

### 其他
- 「水房基」：本名郭永基，「彪頭」手下，活躍於砵蘭街，2012年死於仇殺。[2]